# Bódvaszilas
Bódvaszilas ist eine ungarische Gemeinde im Kreis Edelény im Komitat Borsod-Abaúj-Zemplén.

## Geografische Lage
Bódvaszilas liegt in Nordungarn, an der Grenze zur Slowakei, 48 Kilometer nördlich des Komitatssitzes Miskolc und 27 Kilometer nördlich der Kreisstadt Edelény am rechten Ufer des Flusses Bódva. 
Nachbargemeinden sind Komjáti, Bódvarákó und Szögliget. Die nächstgelegene Stadt Szendrő befindet sich 15 Kilometer südlich von Bódvaszilas. Jenseits der Grenze befinden sich die slowakischen Orte Hrhov und Jablonov nad Turňou.

## Geschichte
Schriftliche Quellen erwähnen den Ort erstmals im Jahr 1283. Es wird angenommen, dass die Siedlung irgendwann am Ende des 12. und Anfang des 13. Jahrhunderts gegründet wurde. Im Jahr 1427 waren 33 Pesonen im Ort als Steuerzahler registriert. Um 1886 wurden aufgrund einer Reblausepidemie die am Ortsrand gelegenen Weinberge zerstört, so dass einige Familien sich zur Auswanderung gezwungen sahen. Im Jahr 1913 gab es in der damaligen Kleingemeinde 161 Häuser und 916 Einwohner auf einer Fläche von 3328  Katastraljochen. Sie gehörte zu dieser Zeit 
zum Bezirk Torna im Komitat Abaúj-Torna. 1920 wurde Bódvaszilas durch den Vertrag von Trianon zum Grenzort.

## Sehenswürdigkeiten
- Griechisch-katholische Kirche Szent Illés próféta
- Höhlen auf dem Gemeindegebiet
- Naturlehrpfad (Alsó-hegyi Zsombolyos Tanösvény)
- Reformierte Kirche, erbaut 1772
- Römisch-katholische Kirche Munkás Szent József, erbaut um 1774
- Traditionelle Bauernhäuser
- Weltkriegsdenkmal

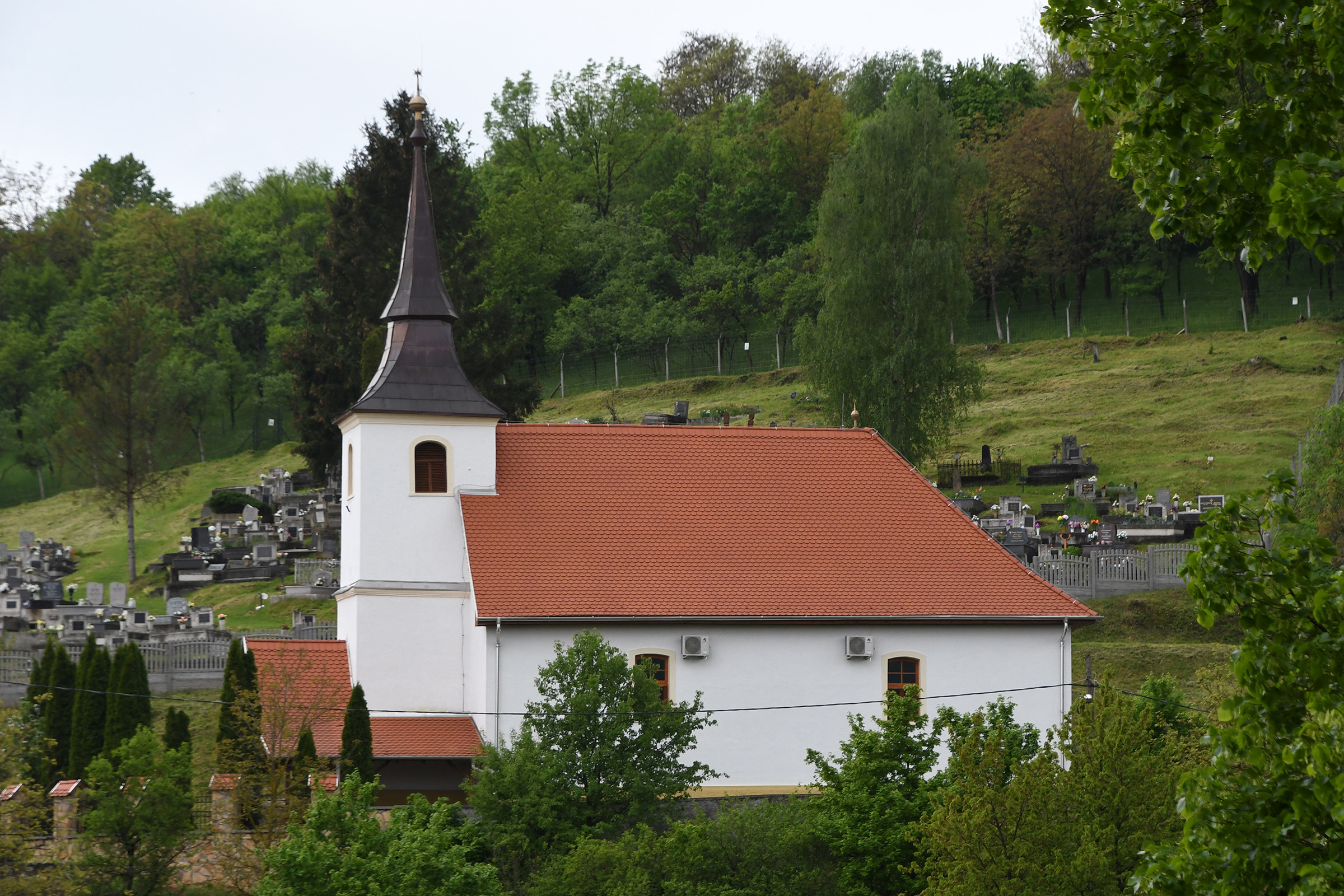
Reformierte Kirche
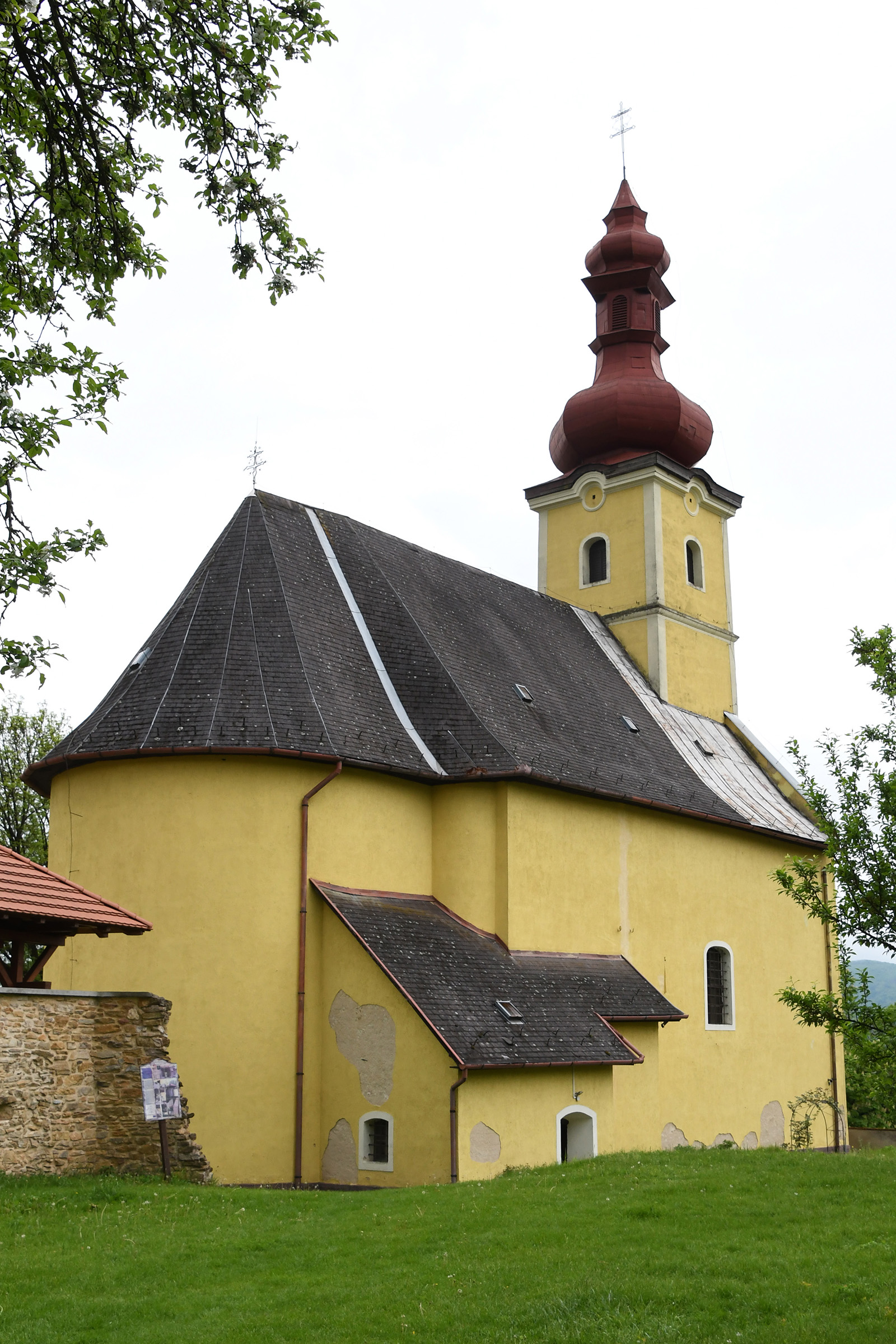
Römisch-katholische Kirche Munkás Szent József
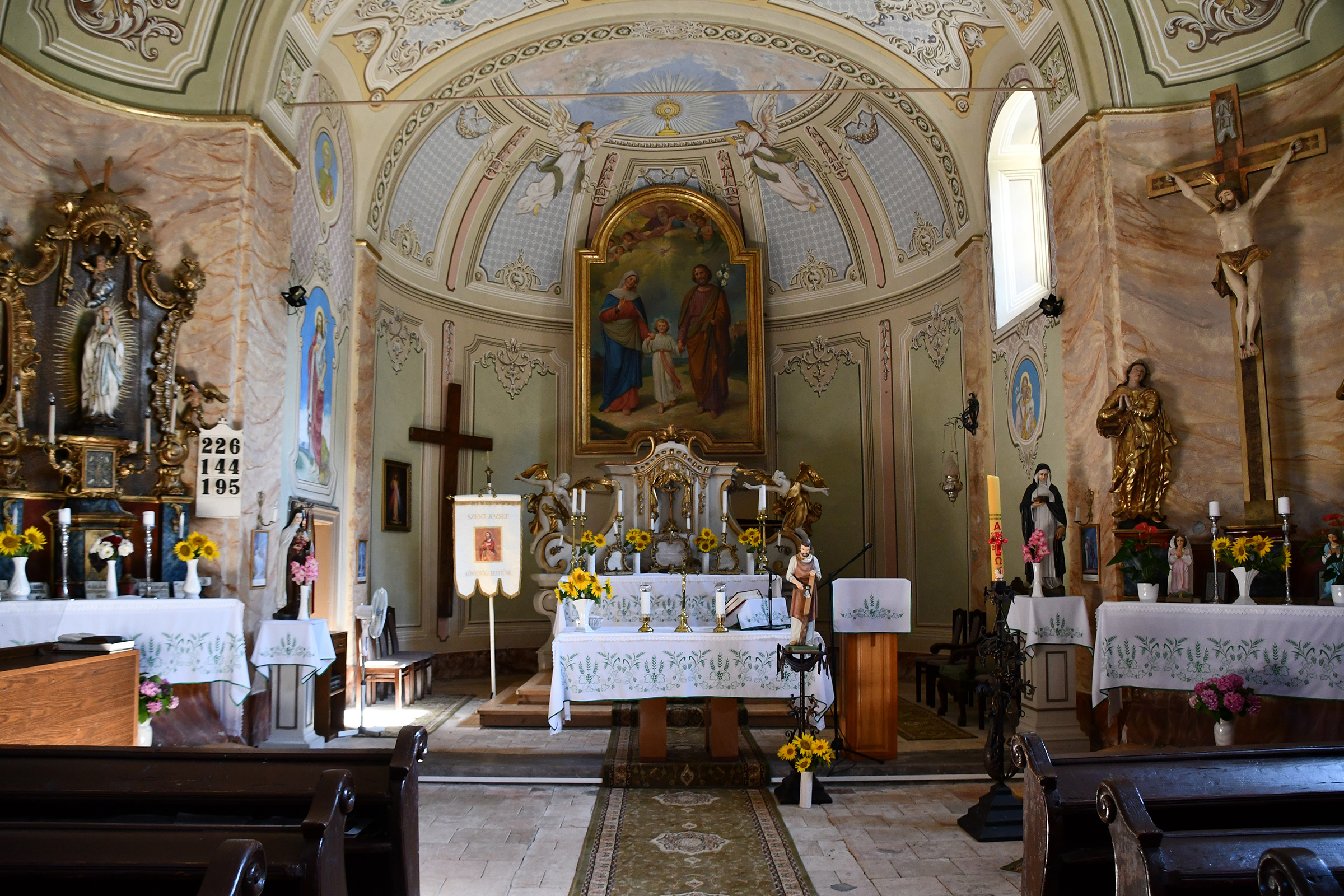
Innenraum der römisch-katholischen Kirche
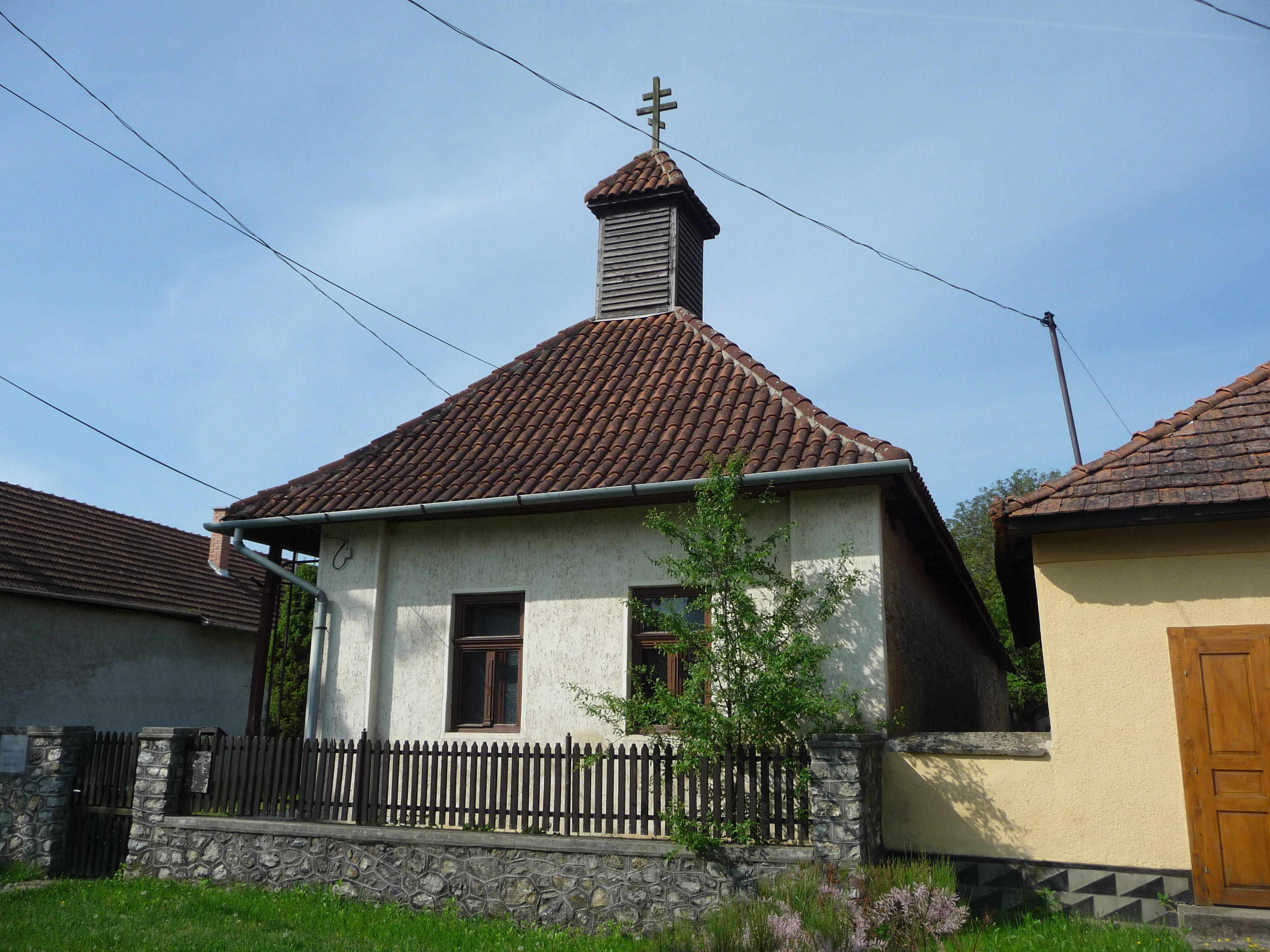
Griechisch-katholische Kirche Szent Illés próféta
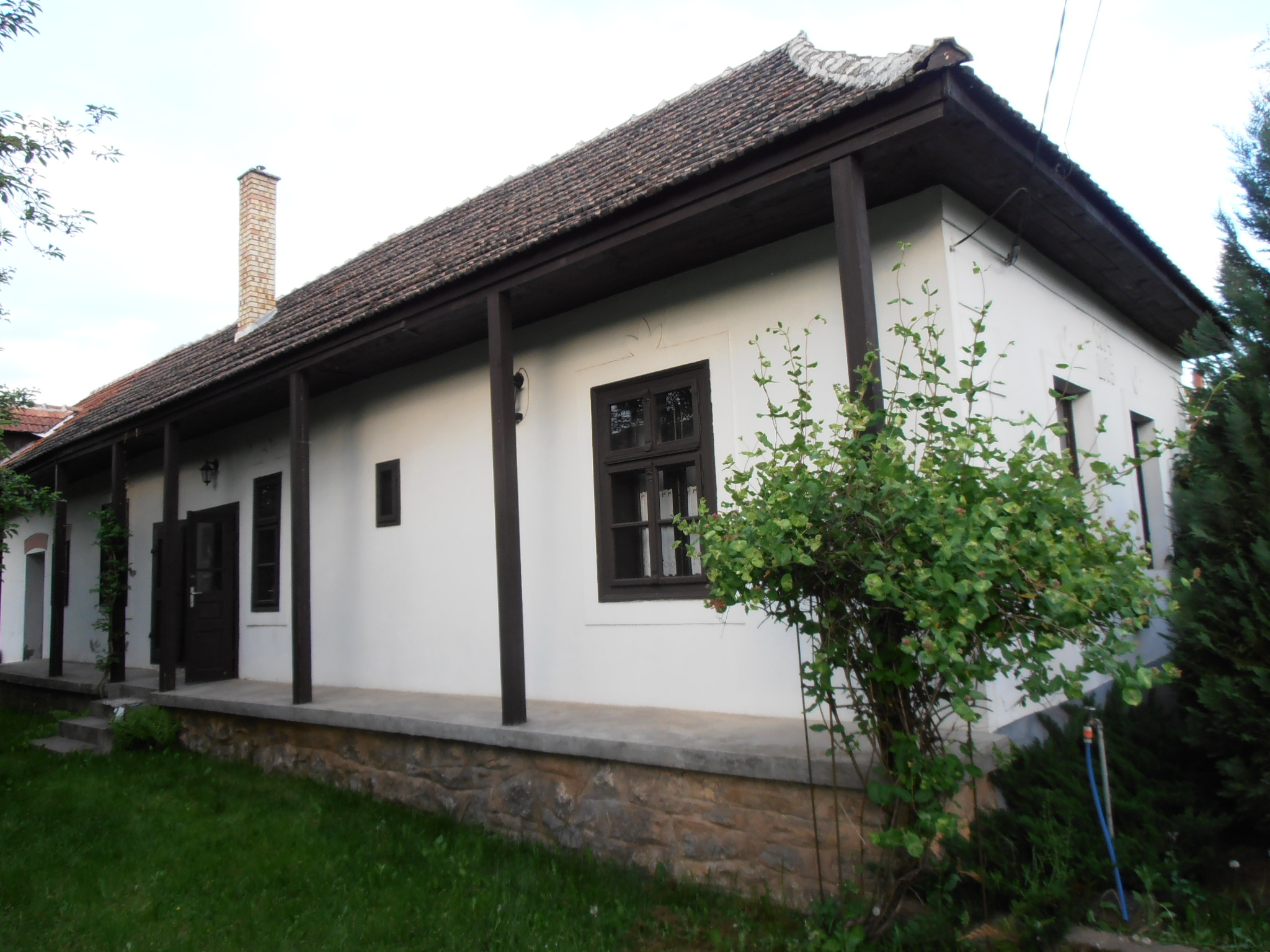
Traditionelles Bauernhaus
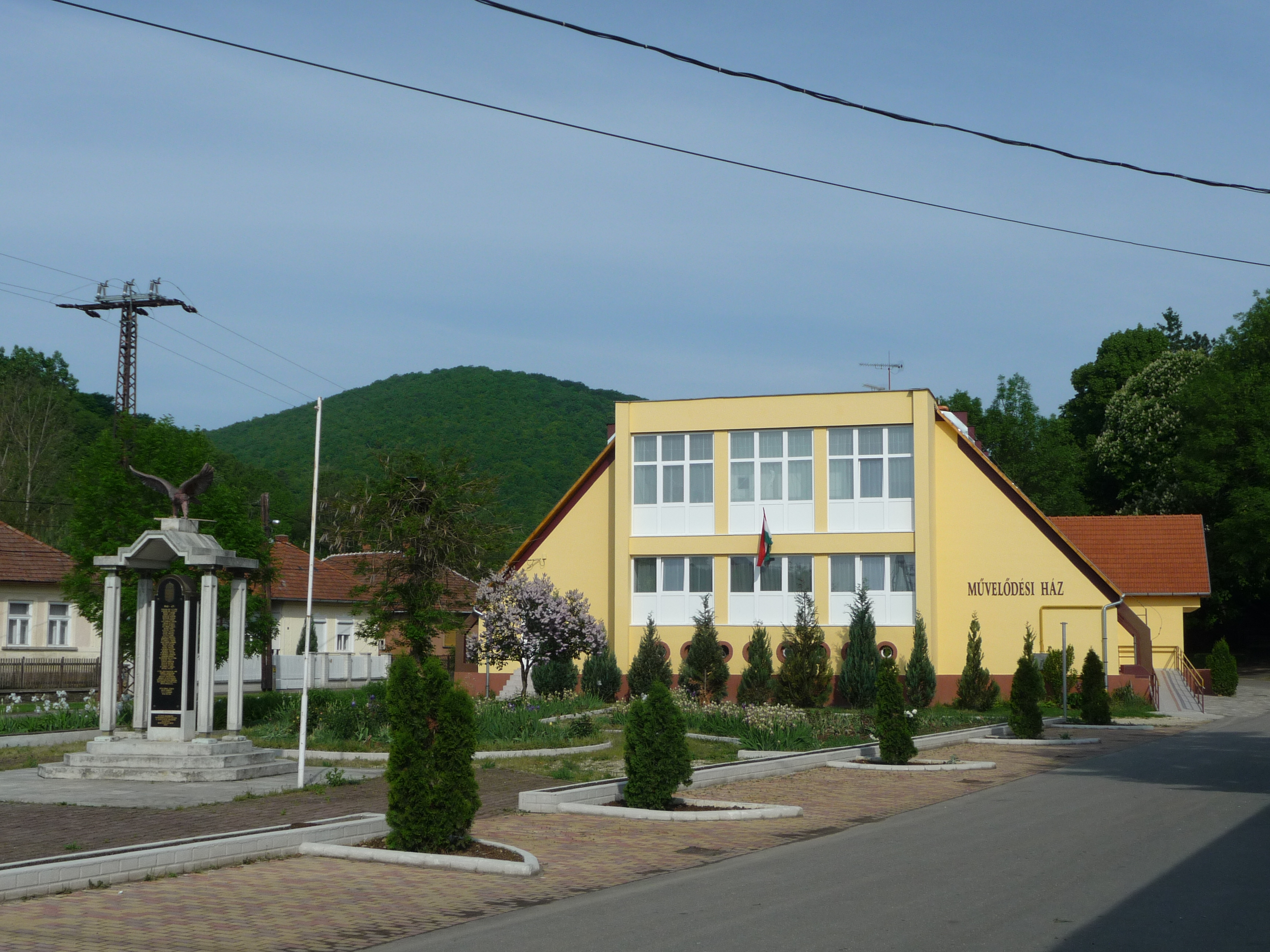
Kulturhaus
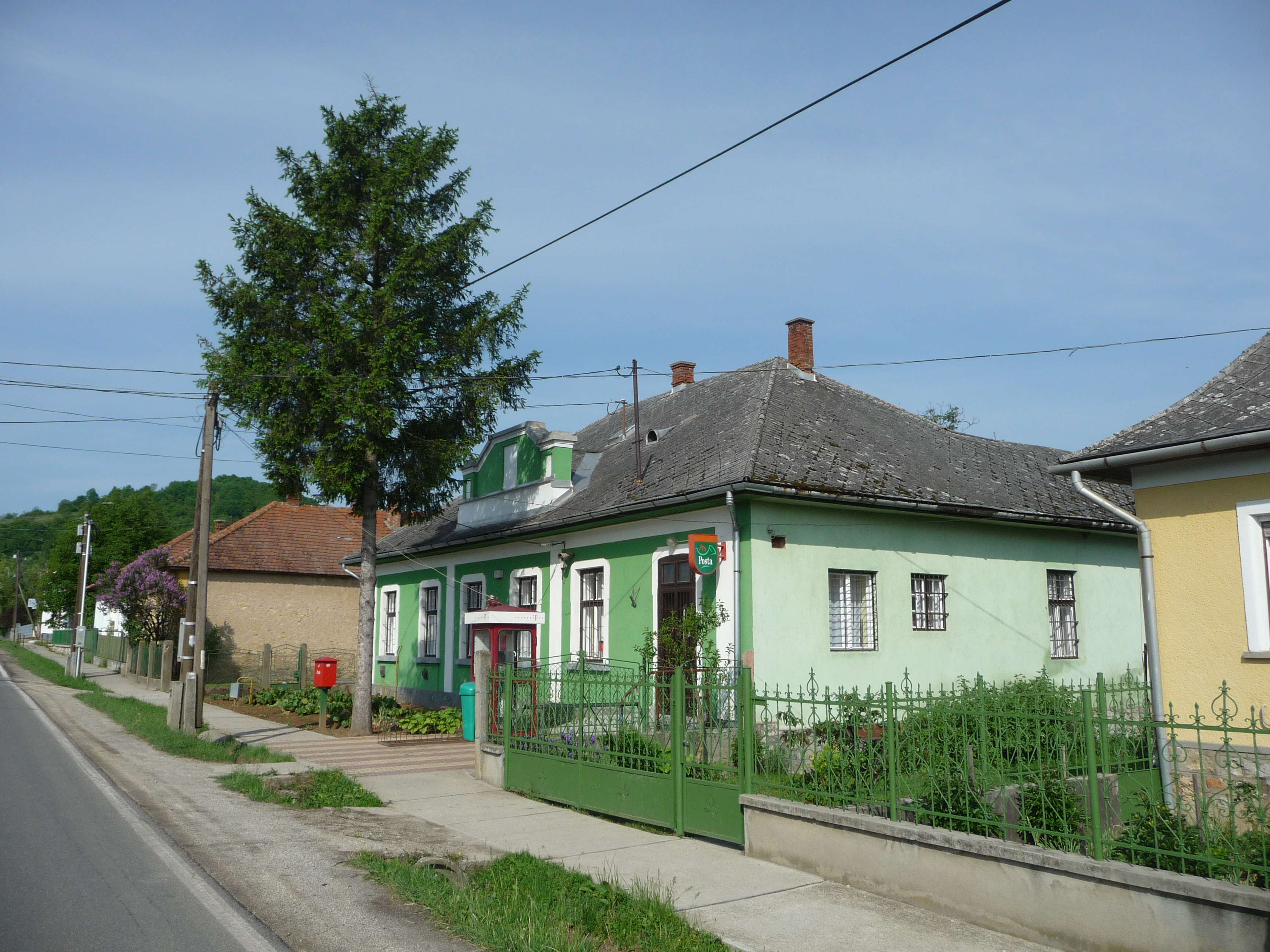
Postamt
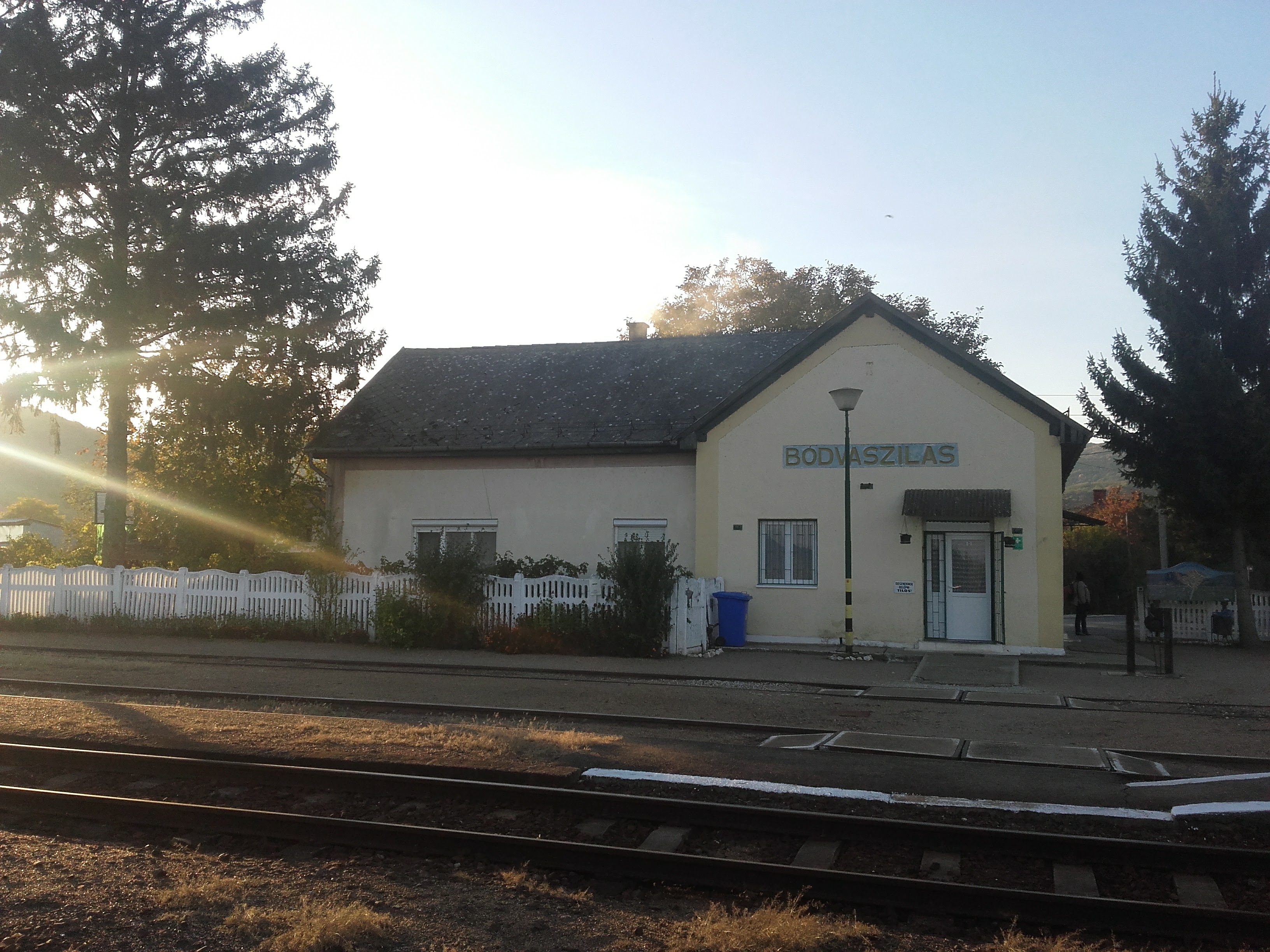
Bahnhof

## Verkehr
Durch Bódvaszilas verläuft die Hauptstraße Nr. 27. Es bestehen Zugverbindungen nach Tornanádaska und Miskolc. Weiterhin gibt es Busverbindungen über Komjáti und Tornanádaska nach Hidvégardó sowie über Perkupa, Szendrő, Edelény und Sajószentpéter nach Miskolc.